# Río Noniles
El río Noniles es un pequeño río de la península ibérica que transcurre íntegramente por la provincia de Granada, comunidad autónoma de Andalucía, en el sur de España. 

## Curso
Nace cerca de la cortijada del mismo nombre, entre Agrón y Ventas de Huelma, discurre hacia el norte por el término municipal de Chimeneas, y sirve de límite entre las localidades de Láchar y Cijuela, donde acaba desembocando en el Genil.